# António Avelar de Pinho
 (août 2014).
 (septembre 2014).
Pour les articles homonymes, voir Pinho.
António Avelar de Pinho (né le 27 mai 1947 à Entroncamento) est un chanteur et compositeur portugais. Il est l'un des fondateurs des groupes Filarmónica Fraude (1967) et Banda do Casaco (1973).